# 니시가야 다카유키
니시가야 다카유키(일본어: 西ヶ谷 隆之, 1973년 5월 12일 ~ )는 일본의 전직 축구 선수이자 현직 축구 지도자로 현역 시절 포지션은 미드필더 겸 수비수였으며 현재 태국 U-23 축구 국가대표팀의 사령탑을 맡고 있다.

## 선수 시절
1973년 5월 12일 일본 시즈오카현 시즈오카시에서 태어나 1996년 나고야 그램퍼스 에이트에서 프로 생활을 시작해 2001년 은퇴할 때까지 아비스파 후쿠오카, 베르디 가와사키, 제프 유나이티드 이치하라, 알비렉스 니가타 등에서 활동하며 나고야 그램퍼스의 J리그 1996 준우승, 1997년 J리그컵 4강, 1996-97년 아시안 컵위너스컵 준우승에 일조했다.

## 지도자 경력

### 유스팀
선수 은퇴 후 2003년 모교인 쓰쿠바 대학에서 본격적인 지도자 커리어를 시작한 뒤 2004년부터 2009년까지 친정팀인 도쿄 베르디의 유소년팀 감독으로 근무했고 2010년부터 2011년까지 메이지 대학 축구부의 감독을 역임하기도 했다.

### 프로팀
2012년 현역 시절 마지막으로 뛰었던 알비렉스 니가타의 코치로 영입되었으나 그 해 5월 코치직에서 물러났고 2013년 미토 홀리호크의 코치로 부임하여 2015년 6월 전까지 미토 홀리호크의 코치직을 수행하다가 하시라타니 데쓰지 감독이 미토 홀리호크의 감독직에서 경질되면서 그 지휘봉을 넘겨받은 뒤 2017년까지 미토 홀리호크의 감독을 역임했다.
2018년에는 SC 사가미하라의 감독을 역임했고 2019년부터 2020년까지는 마쓰모토 야마가 U-18팀의 감독을 역임하다가 2020년부터 2021년까지 마쓰모토 야마가 성인팀을 맡아왔다.

### 싱가포르 A대표팀
2022년 싱가포르 축구 국가대표팀의 감독으로 선임되면서 처음으로 국가대표팀 감독직을 맡은 이후 키르기스스탄과의 2023년 AFC 아시안컵 3차 예선 F조 1차전을 통해 싱가포르 대표팀 감독 부임 후 국제 대회 데뷔전을 가졌고 팀은 1차전에서 키르기스스탄에 1-2로, 2차전에서 타지키스탄에 0-1로 패하며 1984년 AFC 아시안컵 이후 39년만의 아시안컵 본선행이 좌절되었지만 같은 동남아시아팀인 미얀마와의 최종전에서 6-2의 대승을 거두며 싱가포르 대표팀 감독으로 국제 대회 첫 승을 올렸다.
그리고 2번째 국제 대회인 2022년 아세안 챔피언십에 참가하여 팀을 이끌었지만 김판곤 감독이 이끄는 말레이시아와의 B조 조별리그 최종전에서 스튜어트 윌킨에게 멀티골, 대런 록과 세르히오 아게로에게 1골씩 얻어맞고 1-4의 완패를 당하며 2승 1무 1패·조 3위로 4강 문턱에서 고배를 마셨다.
그 후 괌과의 2026년 FIFA 월드컵 아시아 지역 1차 예선에서 1·2차전 합계 3-1로 꺾으며 2차 예선 진출을 이끌었지만 대한민국과의 2차 예선 C조 1차전 원정 경기에서는 0-5로, 같은 동남아시아팀인 태국과의 2차전 홈 경기에서도 1-3으로 완패하면서 결국 2024년 1월 29일 싱가포르 대표팀 감독직에서 물러났으며 후임 감독으로는 오구라 쓰토무 전 도쿄 베르디 수석 코치가 선임되었다.

### 태국 U-23 대표팀
싱가포르 대표팀 감독직에서 경질된지 약 8개월 후인 같은 해 9월 4일 태국 U-23 대표팀의 사령탑으로 전격 부임했다.

## 수상

### 클럽 (선수)
나고야 그램퍼스
- J1리그 : 준우승 (1996)
- J리그컵 : 4강 (1997)
- 아시안 컵위너스컵 : 준우승 (1996-97)